# Dorysthenes planicollis
Dorysthenes planicollis är en skalbaggsart som först beskrevs av Bates 1878.  Dorysthenes planicollis ingår i släktet Dorysthenes och familjen långhorningar. Inga underarter finns listade i Catalogue of Life.